# Volksbank Südmünsterland-Mitte
Die Volksbank Südmünsterland-Mitte eG war eine deutsche Genossenschaftsbank mit Sitz in der nordrhein-westfälischen Stadt Lüdinghausen im Kreis Coesfeld. Der Verwaltungssitz befand sich in Haltern am See.

## Geschichte
Ende des 19. Jahrhunderts schlossen sich in den Orten Haltern, Lüdinghausen, Olfen, Seppenrade und Lippramsdorf einige Bürger zusammen, um den Grundstein für eine örtliche Spar- und Darlehenskasse zu legen. Zu den Kunden gehörten vor allem Handwerker und Landwirte, welche nach damaliger Auffassung als nicht kreditwürdig angesehen wurden. Die schwierige wirtschaftliche Situation veranlasste die Väter der Bank selbst etwas zur Linderung der Not zu unternehmen, um den Kreditbedarf der heimischen Wirtschaft zu befriedigen. Das Ziel war schon damals die Förderung der Interessen der Mitglieder und Kunden.
Durch die Fusion der Volksbank Olfen eG mit dem Sitz in Olfen im Jahr 1999 mit der Volksbank Lüdinghausen eG mit dem Sitz in Lüdinghausen entstand die Volksbank Lüdinghausen-Olfen eG. Im Jahr 2013 fusionierte die Volksbank Seppenrade eG mit dem Sitz in Seppenrade mit der Volksbank Lüdinghausen-Olfen eG mit dem Sitz in Lüdinghausen.
Durch die Fusion der Volksbank Lüdinghausen-Olfen eG und der Volksbank Haltern eG mit dem Sitz in Haltern am See ist im Jahr 2019 die Volksbank Südmünsterland-Mitte eG entstanden. Die Volksbank Haltern eG fusionierte zuvor im Jahr 1978 mit der Volksbank Lippramsdorf eG mit dem Sitz in Lippramsdorf.
Weitere Details zur Geschichte der ehemaligen Volksbank Haltern siehe hier.
Im Jahr 2024 fusionierte die Volksbank Südmünsterland-Mitte mit der VR-Bank Westmünsterland zur Volksbank Westmünsterland eG.

## Geschäftsausrichtung
Die Volksbank Südmünsterland-Mitte betrieb das Universalbankgeschäft und war ein Allfinanzdienstleister, der von Geldanlage, Kreditvergabe, Versicherungen, Vorsorge bis zum Immobilienkauf, -verkauf und der Immobilienfinanzierung alle finanziellen Belange von Privat-, Agrar-, Gewerbe- und Firmenkunden bediente. Im Verbundgeschäft arbeitete sie mit der DZ Bank, R+V Versicherung, Bausparkasse Schwäbisch Hall, Teambank, VR Smart Finanz, DZ Hyp und der Union Investment zusammen.

## Geschäftsgebiet
Das Geschäftsgebiet lag im Südwesten des Kreises Coesfeld und Nordosten des Kreises Recklinghausen.
An diesen Orten betrieb die Bank Filialen:

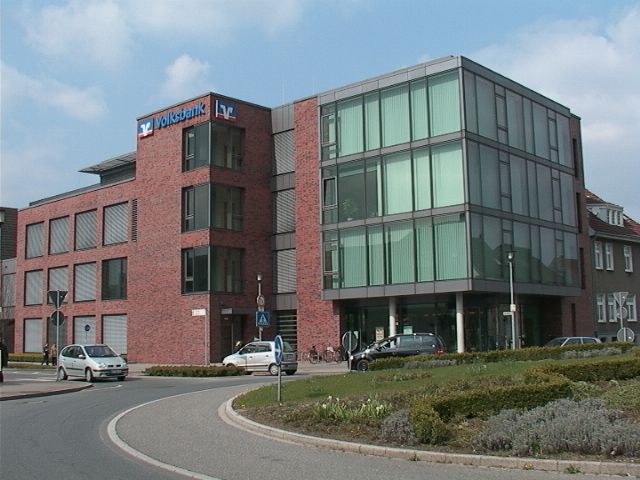
Hauptstelle der ehemaligen Volksbank Haltern

- Lüdinghausen (jur. Sitz + 2 Geschäftsstellen)
- Haltern am See (Hauptstelle + 1 SB-Geschäftsstelle)
- Olfen (Geschäftsstelle)
- Seppenrade (Geschäftsstelle)
- Lippramsdorf (Geschäftsstelle)
- Sythen (Geschäftsstelle)
- Vinnum (SB-Geschäftsstelle)

## Sicherungseinrichtung
Die Volksbank Südmünsterland-Mitte war der amtlich anerkannten Sicherungseinrichtung des Bundesverbandes der Deutschen Volksbanken und Raiffeisenbanken und der zusätzlichen freiwilligen Sicherungseinrichtung des Bundesverbandes der Deutschen Volksbanken und Raiffeisenbanken angeschlossen.

## Publikationen
- Josef Ziranka, Liane Schmitz: 100 Jahre Volksbank Lüdinghausen. 1895–1995. Volksbank Lüdinghausen, Lüdinghausen 1995.

- 100 Jahre Volksbank Olfen. Volksbank Olfen, Olfen 1984.

- 100 Jahre Volksbank Seppenrade. Volksbank Seppenrade, Lüdinghausen 1993.